# باغ اسرارآمیز (فیلم ۱۹۴۹)
«باغ اسرارآمیز» (انگلیسی: The Secret Garden) فیلمی در ژانر درام به کارگردانی فرد ام. ویلکاکس است که در سال ۱۹۴۹ منتشر شد.

## بازیگران
- مارگارت اوبرایان
- هربرت مارشال
- دین استاکول
- گلادیس کوپر
- السا لنچستر
- رجینالد اوئن
- کاترین بومن